# Szybkostrzelność

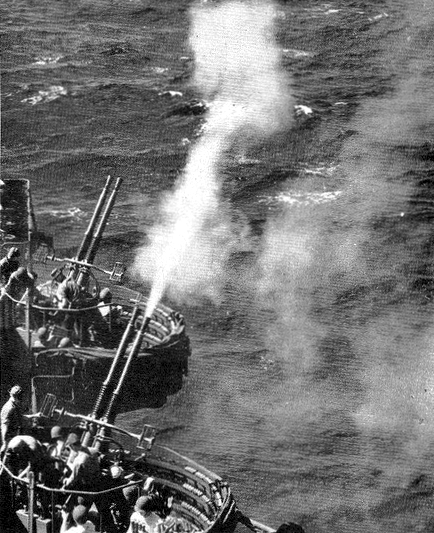
Dwa Boforsy 40 mm Mk1 (szybkostrzelność 160/min) strzelające podczas ćwiczeń w 1944 r.

Szybkostrzelność – liczba strzałów, jaką dana broń palna może oddać w ciągu określonego czasu (najczęściej minuty).

## Szybkostrzelność teoretyczna
Szybkostrzelność teoretyczna to szybkostrzelność wyliczana bez brania pod uwagę pojemności magazynków i czasu ich zmieniania, czasu celowania, stopnia nagrzania lufy itp., a także czynników atmosferycznych. Dla typowych współczesnych karabinów maszynowych wynosi od 600 do 1200 strzałów na minutę, ale napędowe karabiny maszynowe M134 Minigun osiągają nawet 100 strzałów na sekundę. Dawniej nazywana kadencją.
Szybkostrzelność teoretyczną wyznacza się ze wzoru:
{\displaystyle n_{t}={\frac {60}{T_{A}\,[\mathrm {s} ]}},}
gdzie:
{\displaystyle n_{t}} – szybkostrzelność teoretyczna w strz./min,
{\displaystyle T_{A}} – wartość czasu pomiędzy kolejnymi strzałami w serii.

### Przykłady szybkostrzelności teoretycznej
- Działko M242 Bushmaster – regulowana 100, 200 lub 500 strz./min
- Granatnik automatyczny LAG 40 SB – 215 strz./min
- Chauchat – 250 strz./min
- Maxim MG-08 – 450 strz./min
- Browning M1917 – 450–600 strz./min
- MP-40 – 500 strz./min
- StG-44 – 500 strz./min
- Bren Mk.I – 500 strz./min
- BAR M1918 – 500 strz./min
- Diegtiariow DPM – 520–580 strz./min
- M-60 – 550–650 strz./min
- Maxim wz. 1910 – do 600 strz./min
- Uzi – 600 strz./min
- AK – 600 strz./min
- Kbk wz. 96 Beryl – 700 strz./min
- Galil ARM – 650 strz./min
- Karabin L85 – 700–800 strz./min
- M-16 – 700–950 strz./min
- FN Minimi – 750–1000 strz./min
- MP-5 – 800 strz./min
- Hajbar KH2002 – 800–850 strz./min
- Thompson – 900 strz./min
- MG-42 – 1100–1250 strz./min
- Ingram M11 – 900–1000 strz./min
- Armata przeciwlotnicza ZU-23-2 – 1600–2000 strz./min (z obu luf)
- M134 Minigun – 4000–6000 strz./min
- M61 Vulcan – do 6000 strz./min
- GSz-6-23 – 9000–10 000 strz./min
- Działko GSz-23 – 3000–3400 strz./min

## Szybkostrzelność praktyczna
Szybkostrzelność praktyczna  to średnia liczba strzałów, jaką można oddać z danego egzemplarza broni w określonej jednostce czasu przy normalnych warunkach eksploatacyjnych przez dobrze wyszkolonego strzelca (obsługę). Parametr ten uwzględnia czas potrzebny na wycelowanie i przeładowanie broni. W przypadku danej broni, wartość szybkostrzelności praktycznej jest wyraźnie niższa od teoretycznej.
Szybkostrzelność praktyczna nie jest pojęciem jednoznacznym. Parametr ten może uwzględniać średni czas wymiany magazynków, nabojów w magazynku lub taśmy albo czas używania załadowanej broni do wyczerpania się amunicji w taśmie lub magazynku.

### Przykłady szybkostrzelności praktycznej
- muszkiet – 1 strz./min
- karabin skałkowy – 1 strz./min
- jednostrzałowy karabin iglicowy – 20 strz./min
- karabin powtarzalny – 12 strz./min
- karabin samopowtarzalny – do 30 strz./min
- karabin automatyczny – 30–40 strz./min (ogień pojedynczy), 90–100 strz./min (seriami)
- rkm – 80–150 strz./min
- ckm – 150–200 strz./min
- lekki moździerz – 18–20 strz./min
- średni moździerz – 3–5 strz./min
- granatnik jednostrzałowy – 6–7 strz./min
- granatnik rewolwerowy – 18–20 strz./min
- granatnik ppanc. (RPG-2) – 4–6 strz./min

## Szybkostrzelność dopuszczalna
Szybkostrzelność dopuszczalna to średnia liczba strzałów, jaką można oddać z danej broni w konkretnych warunkach eksploatacyjnych, bez ryzyka uszkodzenia lub nadmiernego zużycia jej elementów. Podstawowym kryterium przy określaniu szybkostrzelności dopuszczalnej jest nagrzewanie się lufy. Ten rodzaj szybkostrzelności obliczamy korzystając z bilansu cieplnego ścianki lufy.